# Marketing strategiczny
Marketing strategiczny - opracowanie przez producentów długofalowych koncepcji przystosowania się do przekształceń zachodzących w najbliższym otoczeniu rynek (ekonomia), jak i w dalszym otoczeniu. Aby producenci mogli długo prosperować na rynku muszą posiadać cechę przystosowania się do zmian zachodzących w gospodarce rynkowej. Wymaga to wiedzy, doświadczenia, dostrzegania szans jak i zagrożeń przedsiębiorstwa. Marketing strategiczny zapoczątkował powstanie strategicznego planowania i strategicznego zarządzania, które przybliżają wyżej wymienione elementy.
Marketing strategiczny nastawiony jest na ciągłą analizę potrzeb i wymagań różnych grup konsumentów, co ma umożliwić przedsiębiorstwu lepszą obsługę poszczególnych segmentów rynku.